# Аерограма
Аерограма (фр. aerogramme, від грец. αέρας — повітря і грец. γραμμα — запис) — вигляд авіапоштового відправлення за зниженим тарифом, варіант закритого листа (секретки), в філателії особливий вигляд цільної речі. Аерограми можуть випускатися як поштовими відомствами, так і приватними компаніями.

## Опис
Являє собою тонкий легкий складений (зазвичай удвічі або вчетверо) лист паперу, з нанесеним з однієї сторони спеціальним клеєм, призначений для написання листа, що відправляється авіапоштою, одна сторона якого використовується для адреси, а інша — для листа, при цьому такий лист служить одночасно і листом і конвертом. Багато поштових відомств забороняє будь-які вкладення в такі полегшені листи, які зазвичай відправляються за кордон за пільговим тарифом.
На більшості аерограм надруковані передоплачені знаки поштової оплати, за виключенням Нової Зеландії, Родезії, Ірландії та інших країн, де продавалися або продаються немаркіровані аерограми, звані «формулярними аерограмами» (англ. formular aerograms). Відправники вказують своє ім'я і зворотну адресу на обороті.

## Історія

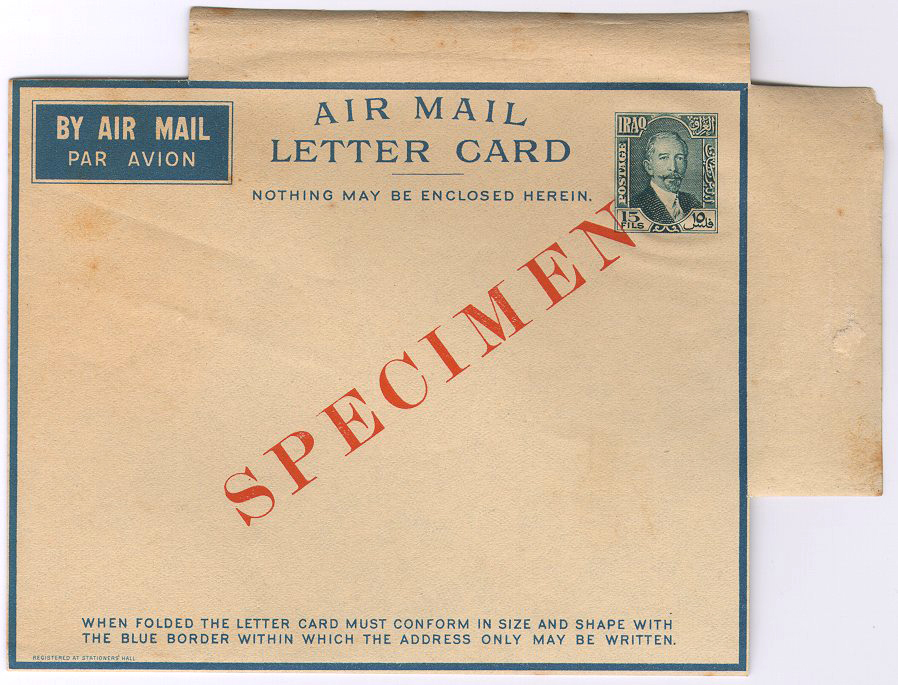
Перша аерограма Іраку (1933)

Вперше з'явившись на початку 1920-х років, аерограма знайшла популярність в основному в час Другої світової війни (1939—1945), після того, як підполковник інженерних військ і заступник директора поштової служби сухопутних військ на Близькому Сході (англ. MEF) Р. Э. Еванс (англ. R. E. Evans) запропонував ввести в Британській армії для відправки по повітрю легку самоклейку секретку вагою всього  1/10 унції. Він рекомендував її до застосування військовому міністрові серу Ентоні Ідену під час його візиту на Близький Схід в кінці 1940 року. До січня наступного року Іден повідомив генералу Арчібальду Персивалю Уевеллу (англ. Archibald Percival Wavell), головнокомандувачу з'єднання збройних сил на Близькому Сході, що «Вашому заступникові директора поштової служби сухопутних військ дозволяється негайно впровадити пересилку аерограм на Близькому Сході. Використовуйте британські марки зі всіх країн, включаючи Єгипет».
1 березня 1941 року почалася пересилка аерограм між Близьким Сходом і Великою Британією за допомогою комбінованого використання гідропланів компанії Imperial Airways і військового транспорту. Закритий характер аерограми забезпечив їй популярність у відправників, а ця популярність разом з легкою вагою сприяла продовженню використання аерограми як сучасного «цивільного» авіалиста (аерограми) і британського військового «bluey».

## Аерограми в США
Випуск аерограм в США припинений і, коли запаси аерограм вичерпаються, включаючи нинішні (за станом на березень 2007 року) аерограму поштова служба USPS «Voyageurs National Park» («Національний парк Вояджерс») номіналом в 60 центів, яка досі є у продажу, то вони більше друкуватися не будуть.

## Дивись також
- Авіапошта
- Поштова листівка